# Love Live! Sunshine!! 學園偶像電影～彩虹彼端～
《Love Live! Sunshine!! 學園偶像電影～彩虹彼端～》为Love Live! Sunshine!!企劃的劇場版動畫。官方于2017年12月电视动画第二季播毕时公佈製作决定。由日昇制作，松竹发行，2019年1月4日开始在日本全國128館中播映。

## 劇情大綱
電影版劇情接續電視動畫第二季結尾內容。
Aqours在最後一次以浦之星女學院學園偶像身分參加的「Love Live!」中成功拿下冠軍。但在為轉入新學校做準備的一、二年級學生面前，意想不到的變故接連發生，前往畢業旅行的三年級也「失蹤」了。
在各自分離後才初次意識到，彼此間的存在是如此重要。Aqours為踏出嶄新一步，邁向大家的共同目標，閃閃發光的前方。

## 登場人物
出场人物大多和電視動畫的配置相同。
Aqours
- 高海千歌（聲：伊波杏樹）
- 櫻內梨子（聲：逢田梨香子）
- 松浦果南（聲：諏訪奈奈香）
- 黑澤黛雅（聲：小宮有紗）
- 渡邊曜（聲：齊藤朱夏）
- 津島善子（聲：小林愛香）
- 國木田花丸（聲：高槻加奈子）
- 小原鞠莉（聲：鈴木愛奈）
- 黑澤露比（聲：降幡愛）

Saint Snow
- 鹿角聖良（聲：田野麻美）
- 鹿角理亞（聲：佐藤日向）

電影版新角色
- 小原鞠莉的母親（聲：矢島晶子）

為找尋女兒等人的所在地，請託「Aqours」的1、2年級生，並提供旅途所需的資金。
- 渡邊月（声：黑泽朋世）

渡邊曜的堂姊，「浦之星女學院」所併入的新學校「靜真高等學校」的學生會長。

## 上映
- 2019年1月4日：日本。[2]
- 2019年1月27日：泰國。
- 2019年2月14日：韓國。
- 2019年3月28日：香港及澳門[4]、馬來西亞。
- 2019年4月4日：台灣[5]。

## 票房
- 台灣：2,321,284（上映日期2019年4月4日－5月12日）

## 制作人员
- 原作：矢立肇
- 原案：公野樱子
- 监督：酒井和男
- 剧本：花田十辉
- 角色设计：室田雄平
- 布景设计：高桥武之
- 美术监督：东润一
- 色彩设计：横山佐代子
- CG监督：黑崎豪
- 摄影监督：杉山大树
- 编辑：今井大介
- 音响监督：长崎行男
- 音乐：加藤达也
- 音乐制作：Lantis
- 动画制作：日昇
- 制作：2019 Project Love Live! Sunshine!! Movie
- 发行：松竹

## 音樂

### 片頭曲
- 《我們奔跑而來的道路…》
  - 作曲、編曲：EFFY
  - 歌：Aqours

### 片尾曲
- 《Next SPARKLING!!》
  - 作曲、編曲：Carlos K.
  - 歌：Aqours

### 插曲
- 《逃離迷途莫比烏斯環》
  - 作曲、編曲：山口朗彥
  - 歌：松浦果南（諏訪奈奈香）、黑澤黛雅（小宮有紗）、小原鞠莉（鈴木愛奈）
- 《Hop? Stop? Nonstop!》
  - 作曲：Kanata Okajima、Keisuke Koyama；編曲：Keisuke Koyama
  - 歌：Aqours
- 《Believe again》
  - 作曲、編曲：河田貴央
  - 歌：Saint Snow
- 《Brightest Melody》
  - 作曲：光增基；編曲：EFFY
  - 歌：Aqours
- 《奇蹟生輝》（キセキヒカル）
  - 作曲、編曲：加藤達也
  - 歌：Aqours

### 概念曲
- 《Over The Next Rainbow》
  - 作曲：Kanata Okajima、TAKAROT；編曲：TAKAROT、Shinji Tanaka
  - 歌：Saint Aqours Snow